# Вільям Ґрін Міллер
Вільям Ґрін Міллер (англ. William Green Miller; 15 серпня 1931, Нью-Йорк, США — 23 вересня 2019 року, Вірджинія, США) — американський дипломат, 2-й Надзвичайний і повноважний посол США в Україні.

## Життєпис
Народився 15 серпня 1931 у Нью-Йорку.

### Освіта
У 1959 закінчив Оксфордський університет, магістр гуманітарних наук.

### Кар'єра
З 1959 по 1964 — працював в посольстві США в Ірані.
З 1964 по 1967 — працював у Вашингтоні на посаді спеціального помічника у штаті Держсекретаря Дена Раска.
З 1967 по 1973 — спеціальний помічник сенатора Дж. Купера з питань зокордонних справ та оборони.
З 1973 по 1975 — директор персоналу комітету Сенату США з питань надзвичайних повноважень.
З 1975 по 1976 — директор персоналу комітету США з питань вивчення урядових операцій у сфері розвідки.
З 1976 по 1981 — директор персоналу комітету США з питань розвідки.
З 1981 по 1985 — помічник декана, ад'юнкт-професор, науковий співробітник Школи права та дипломатії ім. Флетчера.
З 1984 — член Національної академії державного управління та член Ради з питань міжнародних відносин Міжнародного інституту стратегічних досліджень та Інституту Близького Сходу.
З 1983 по 1986 — співробітник Центру досліджень проблем Близького Сходу Гарвардського університету.
У 1986 — науковий співробітник Центру науки і міжнародних справ Гарвардського університету.
З 1986 по 1992 — президент і член ради Міжнародного фонду.
З 1986 по 1992 — президент комітету радянсько- американських відносин.
З 1992 по 1993 — президент комітету російсько- американських відносин.
З жовтня 1993 по 1998 — Надзвичайний і Повноважний Посол США в Києві (Україна).
Помер 23 вересня 2019 року у своєму будинку, у Вірджинії

## Нагороди
- орден «За заслуги» II ступеня (Україна, 2006) — за вагомий особистий внесок у розвиток міжнародного співробітництва, зміцнення авторитету та позитивного іміджу України у світі, популяризацію її історичних і сучасних надбань[5];